# Enantiornites
Els enantiornites (Enantiornithes, gr. "ocells oposats") són un grup extint de dinosaures voladors, considerat antigament com una subclasse de la classe Aus; se'ls ha cridat d'aquesta forma a causa que l'estructura d'ossos com l'escàpula i el coracoides estan orientats de forma oposada al de les aus modernes.
Les restes d'aquestes aus s'han trobat a Amèrica del Nord, Sud-amèrica, Europa, Àsia i Austràlia; tots els fòssils que s'han trobat fins ara, són exclusius del Cretaci; un estudi biogeográfico va portar a pensar que aquests havien aparegut en el Juràssic mitjà, encara que aquesta teoria no ha estat acceptada pels paleornitólogos.
Els fòssils més antics que es coneixen daten del Cretaci inferior d'Espanya (Noguerornis) i Xina (Eoenantiornis) i els últims es troben en estrats del Cretaci Superior de Nord i Sud d'Amèrica (Avisaurus). És probable que s'extingissin al mateix temps que els dinosaures no avianos.
Els enantiornites eren més avançats que arqueòpterix i Confuciusornis, però més primitius que les aus modernes (Neornithes); s'han anomenat més de 30 espècies, però no totes són valgudes; els més primitius enantiornites pertanyien al clade dels Euenantiornithes, alguns presentaven dents, mentre que uns altres mancaven d'ells. Les espècies variaven de grandària, alguns eren tan petits com un pardal, mentre que els més grans com Enantiornis, aconseguien una envergadura d'1,2 metres.